# Ora de vară a Europei Centrale
| albastru         | Ora Europei Occidentale (UTC+0) Ora de vară a Europei Occidentale (UTC+1) |
| albastru deschis | Ora Europei Occidentale (UTC+0)                                           |
| roșu             | Ora Europei Centrale (UTC+1) Ora de vară a Europei Centrale (UTC+2)       |
| bej              | Ora Europei de Est (UTC+2) Ora de vară a Europei de Est (UTC+3)           |
| galben           | Ora Kaliningradului (UTC+2)                                               |
| verde            | Ora Moscovei / Ora Turciei (UTC+3)                                        |

Ora de vară a Europei Centrale (CEST) este una dintre denumirile fusului orar UTC+2, cu 2 ore înaintea UTC. Este folosită ca oră de vară în unele țări din Europa și Africa de Nord. Pe perioada iernii aceste țări folosesc ora Europei de Vest (UTC+1).